# هويس رافع لونيبورغ

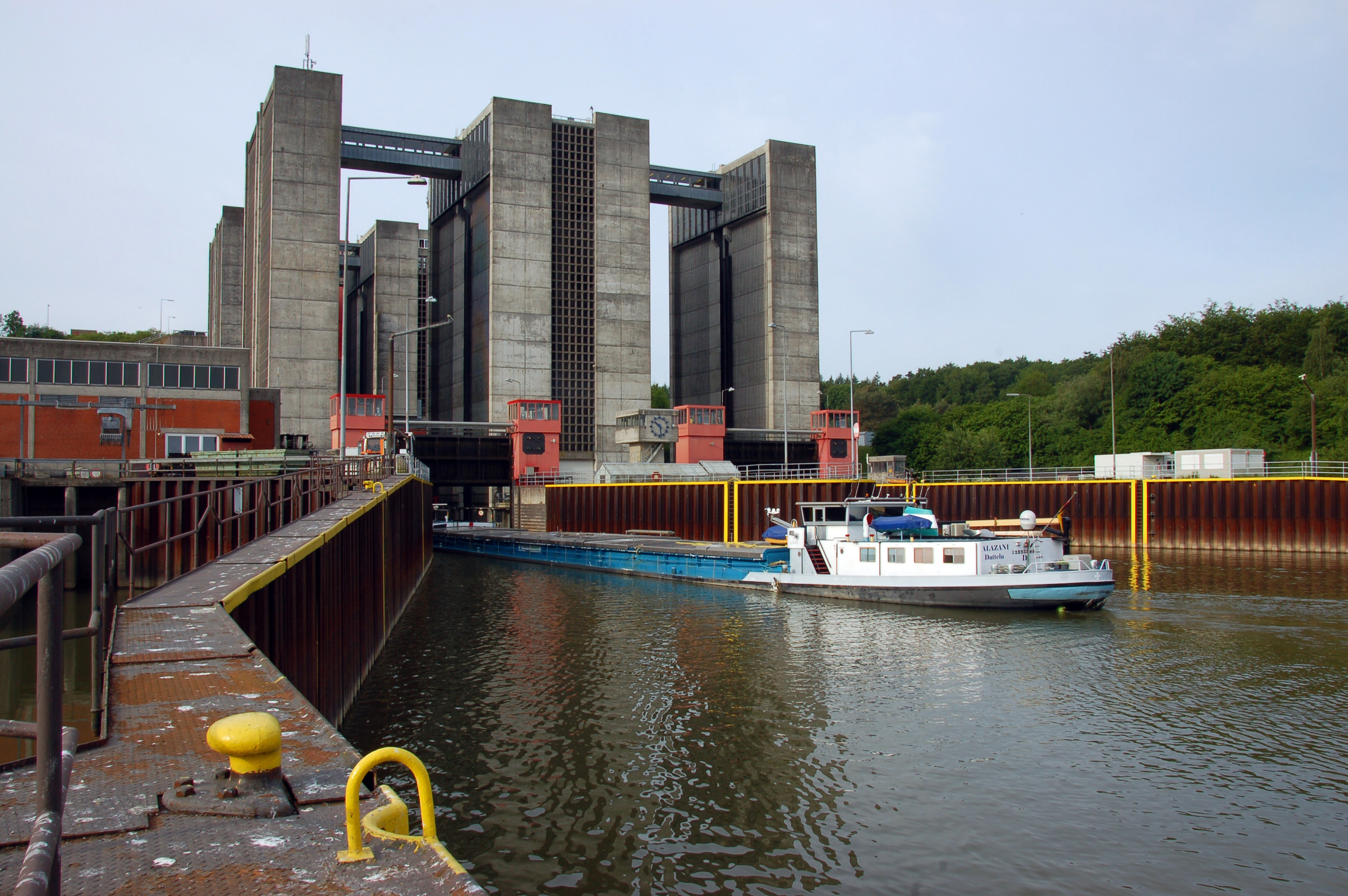
الميناء السفلي تحت الهويس ، عام 2010.

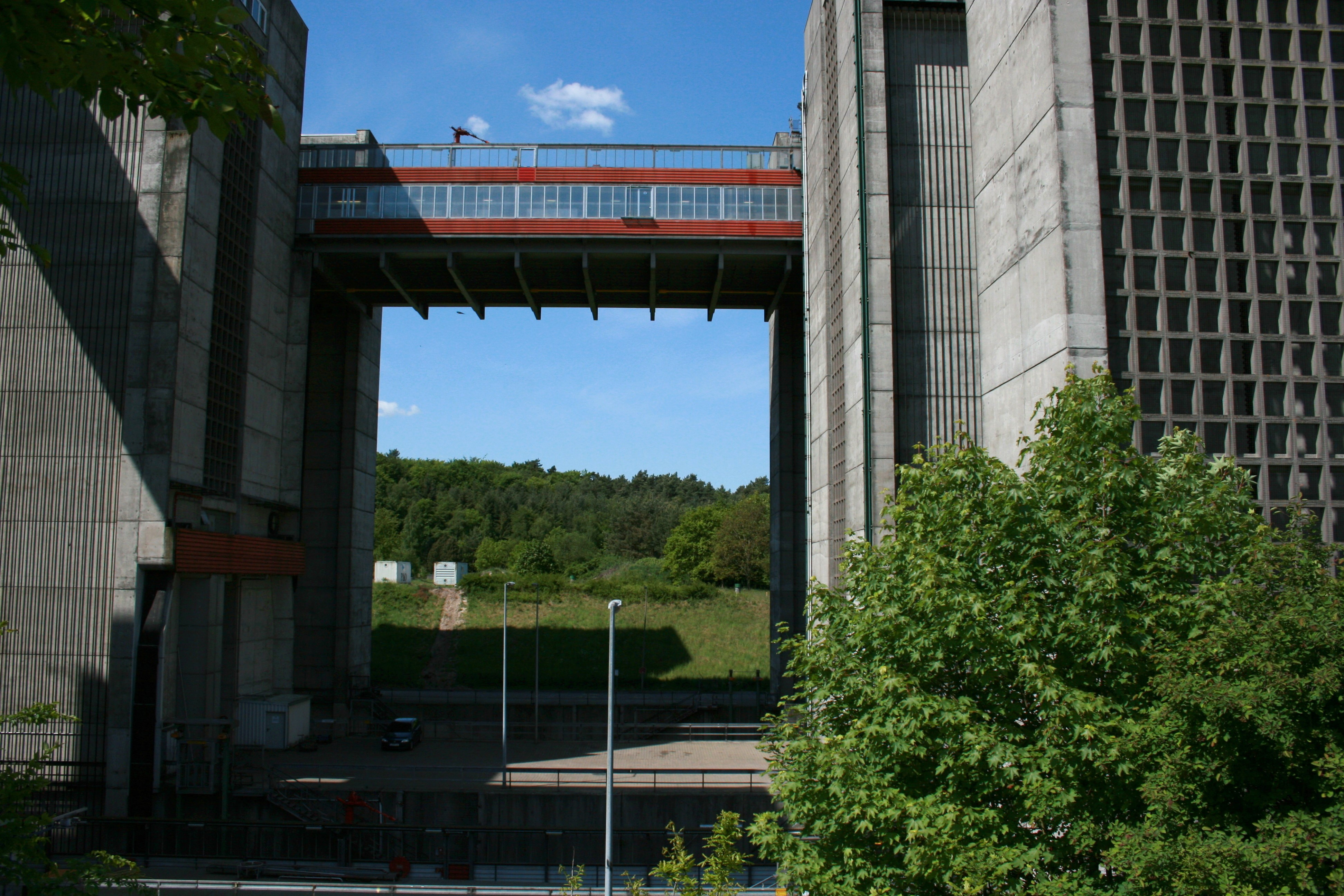
الحوض الخلفي (أعلى) والحوض الأمامي أسفل.

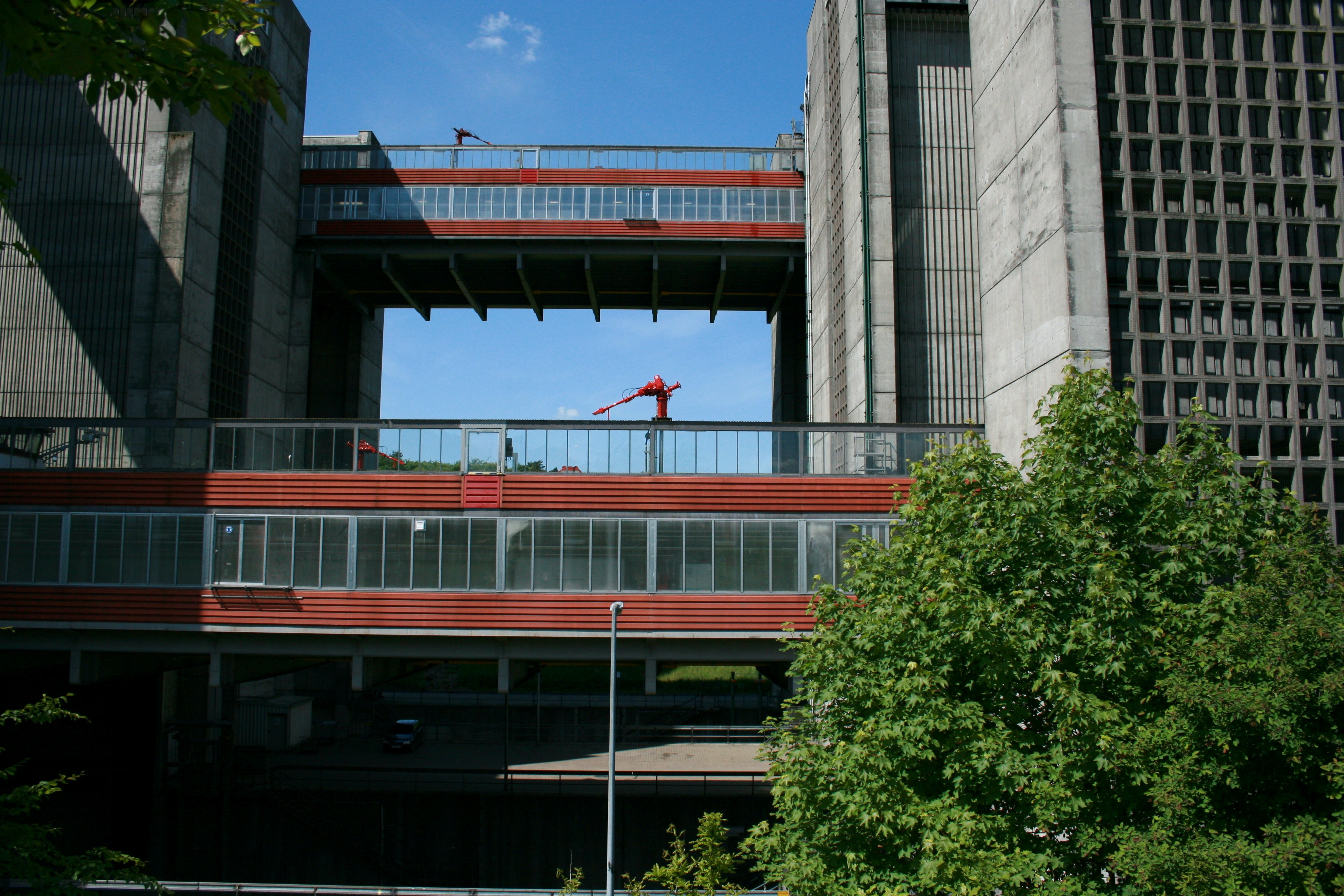
الحوض الخلفي أعلى والحوض الأمامي في وضع وسطي. يظهر جزء من الثقل المعادل خلف الشباك الكبير (يمين).

هويس رافع لونيبورغ أو (بالألمانية: Schiffshebewerk Lüneburg ) هو هويس يقع على قناة نهر الإلب الجانبية، توصل بين نهر الإلب في الشرق ونهر الراين في غرب ألمانيا . بهذا يمكن مرور السفن النهرية بين تشيك وهولاندا وبحر الشمال عبر القناة الوسطى ألمانية . أُنشئ الهويس في عام 1974 بالقرب من مدينتي فولفسبورغ ولونيبورغ ، وكان آنذاك أكبر هويس في العالم . عبرت أول سفينة فيه يوم 5 ديسمبر 1975.
الهويس يربط قناتين فارق ارتفاعهما 38 متر . ويتم ذلك بدخول ثلاثة مراكب نهرية في حوض حديدي ممتلئ بالماء . ثم تغلق مقدمة الحوض . ثم يرفع الحوض بما فيه من مراكب إلى ارتفاع منسوب القناة العليا على ارتفاع 38 متر على مرحلة واحدة بواسطة أربعة أعمدة قلاووظية من الفلولاذ، موزعة على أركان الحوض. وبعد وصول الحوض بما فيه إلى منسوب القناة العليا تفتخ بوابة الحوض من الناحية الأخرى، وتخرج منه السفن في القناة العليا وتواصل سيرها .
يتحلى الهويس أيضا بطرق للنزهة بين المروج الخضراء، ويعتبر ملتقى للسياح يزورونه ويزورن المتحف المبني بجواره . يزور الموقع نحو 500.000 زائر كل عام .

## بيانات تقنية
- نوع البناء: حوضان رفع/ وهبوط يعمل كل منهما بمفرده، منشآن على أربعة أبراج
- التكلفة: 190 مليون مارك ألماني (1975)
- الارتفاع: 38 متر
- مقاييس الحوض: 100 متر . 11,8 متر . 3,38 متر (الطول الكامل بين البابين الخارجيين= 105,6 متر )
- بابين خارجيين : لكل حوض يوجد باب خارجي على القناة العليا وباب خارجي على القناة السفلى، يفتحان بطريقة الرفع والتنزيل .
- ثقل الحوض ممتلئ بالماء :5.800 طن
- ثقل الحوض والسفن والماء : نحو 11.800 طن
- وزن لوح ثقل معادل (224 لوح لكل حوض): 26,5 طن (وزن الألواح الكلي 5.936 طن للحوض الواحد)
- مقاييس لوح من الثقل المعادل: 6,8 متر في 3,4 متر في 0,32 متر
- سمك 240 من كابلات التحميل الفولاذية لكل حوض: 54 مليمتر
- محركات الأعمدة القلاووظية: 4 قلاووظات كل منها 160 كيوواط للحوض الواحد.
- زمن الرفع: 3 دقائق
- زمن العبور: 15-20 دقيقة .

## صور إضافية

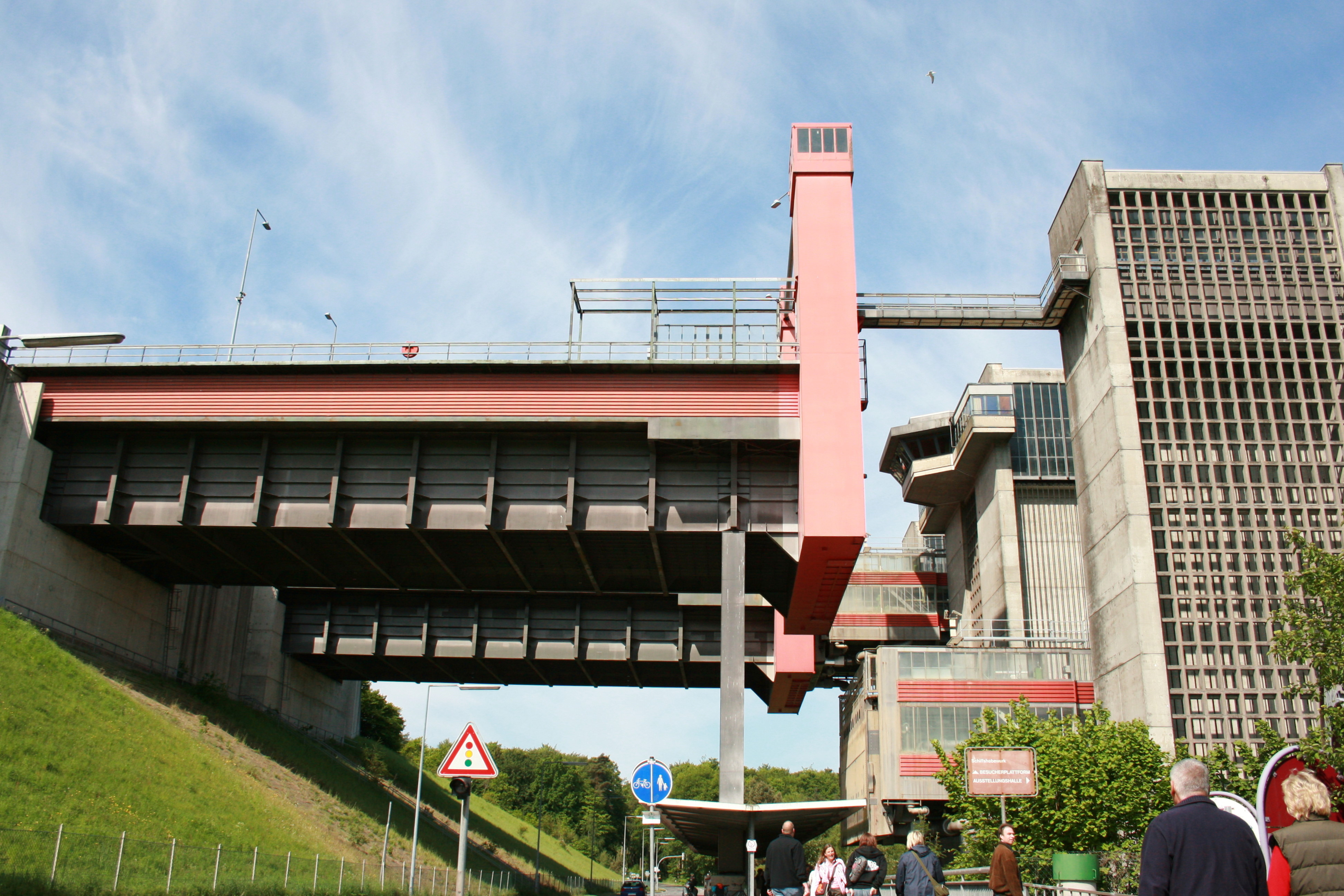
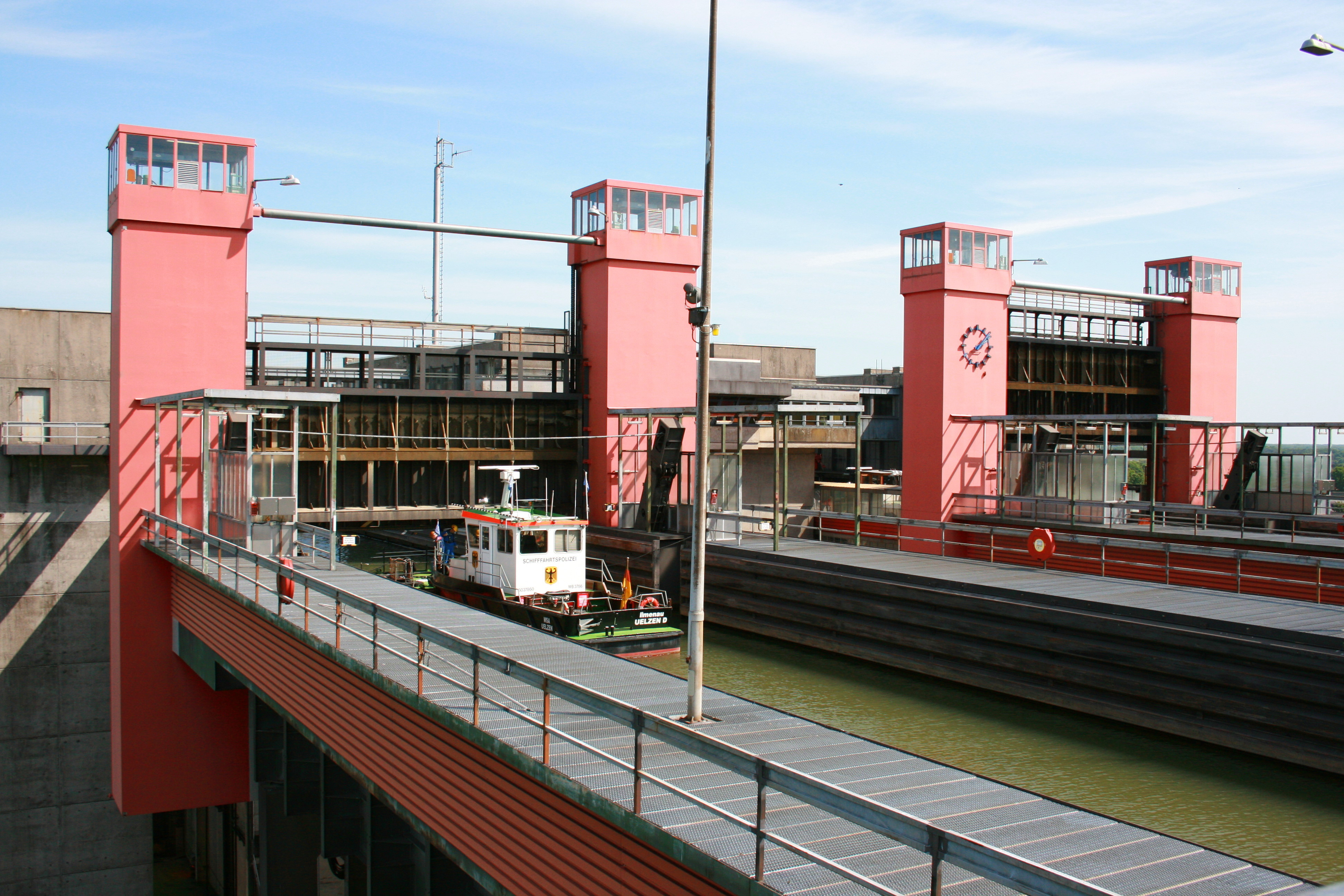
الهويس كما يرى من القناة العليا
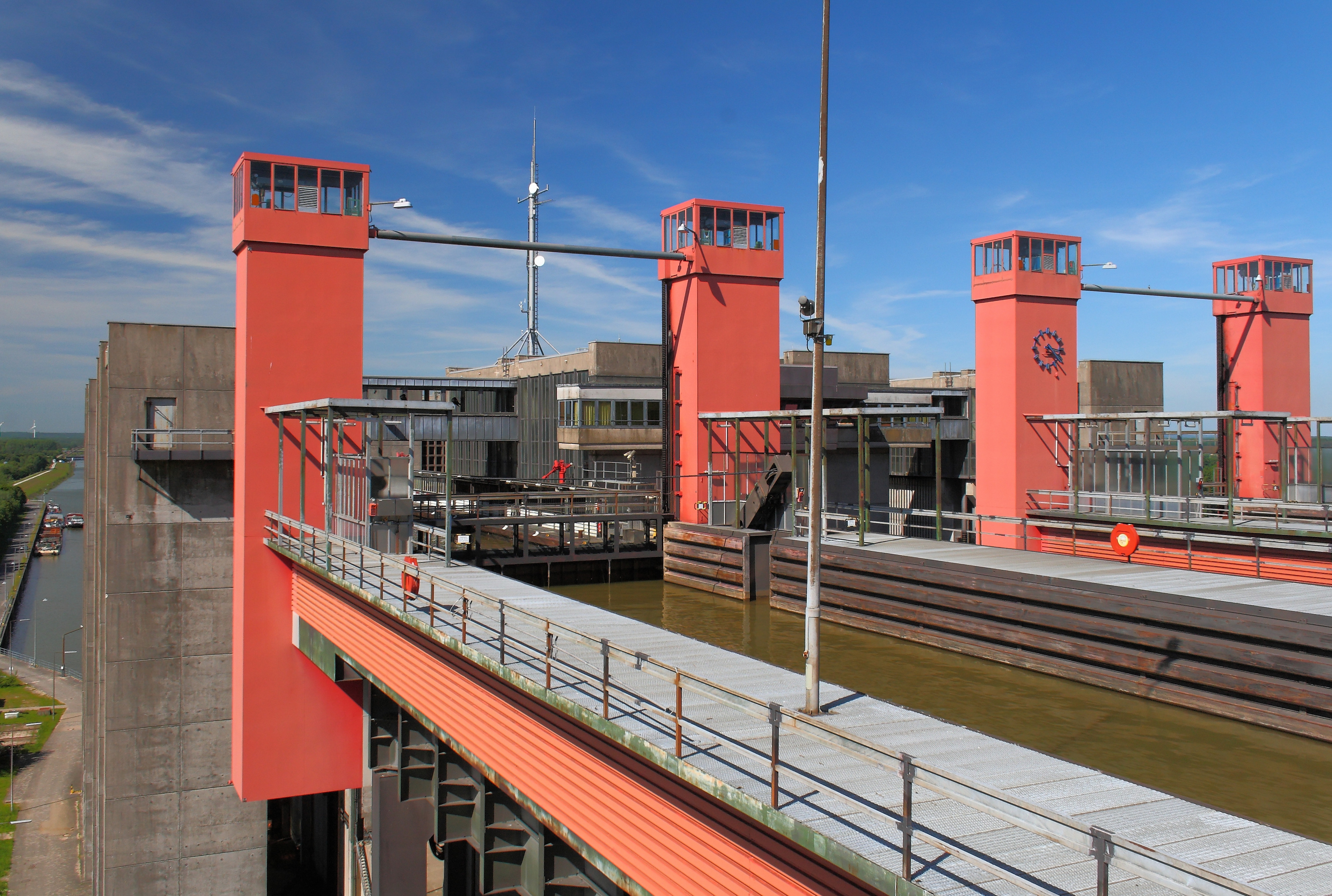
الفرق بين منسوبي الماء 38 متر
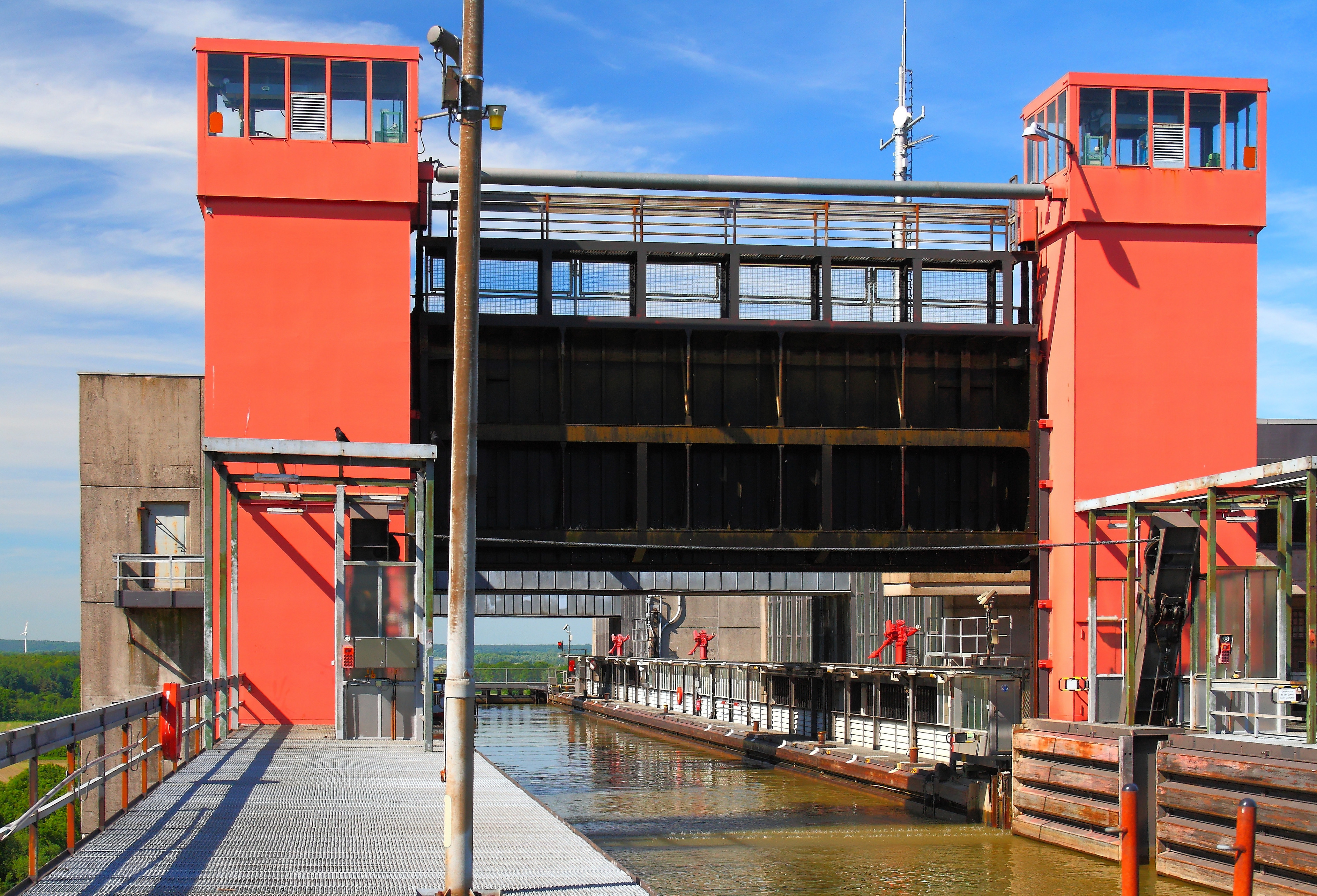
منظر من الماء الأعلى
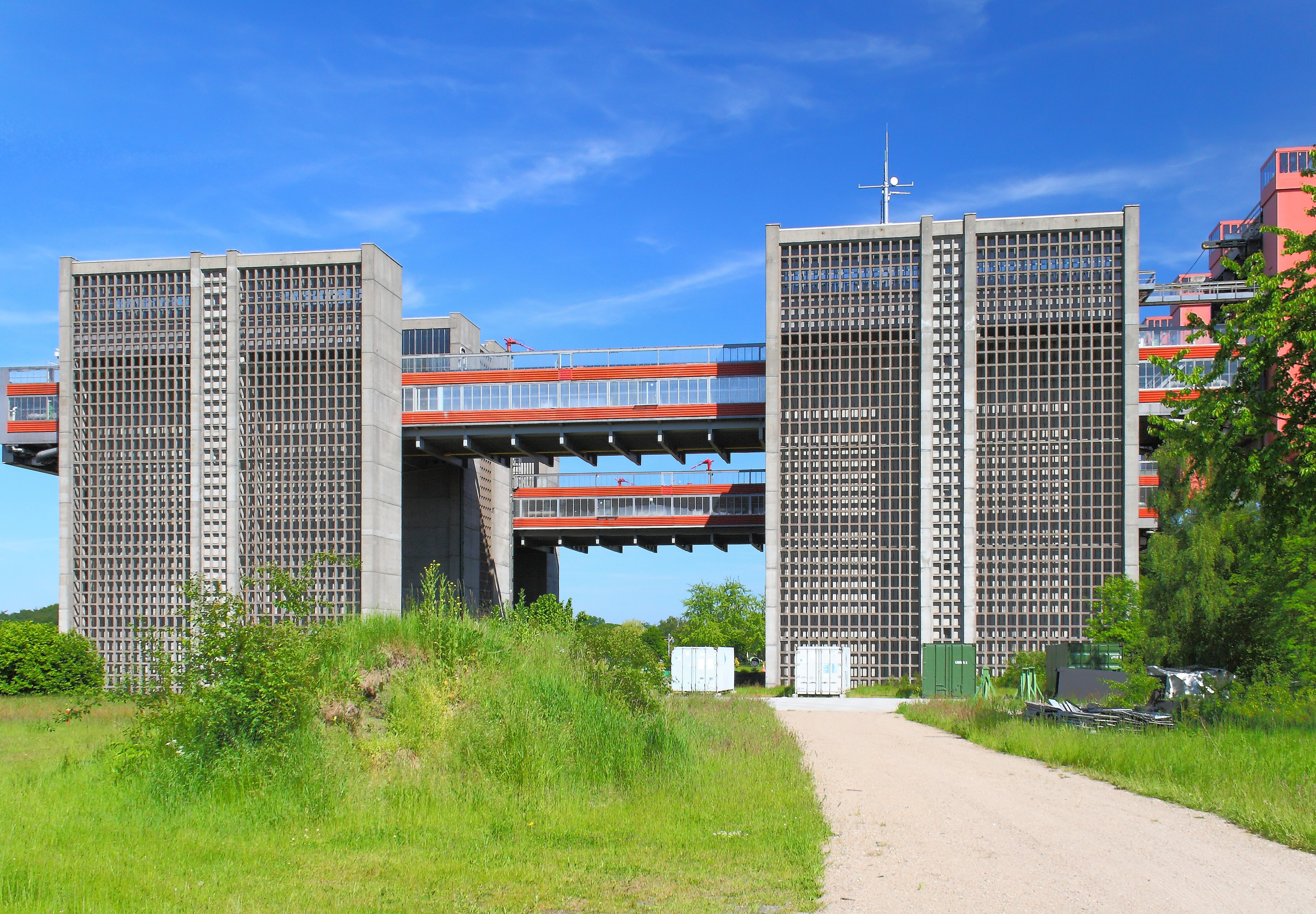
منظر من الغرب والأحواض
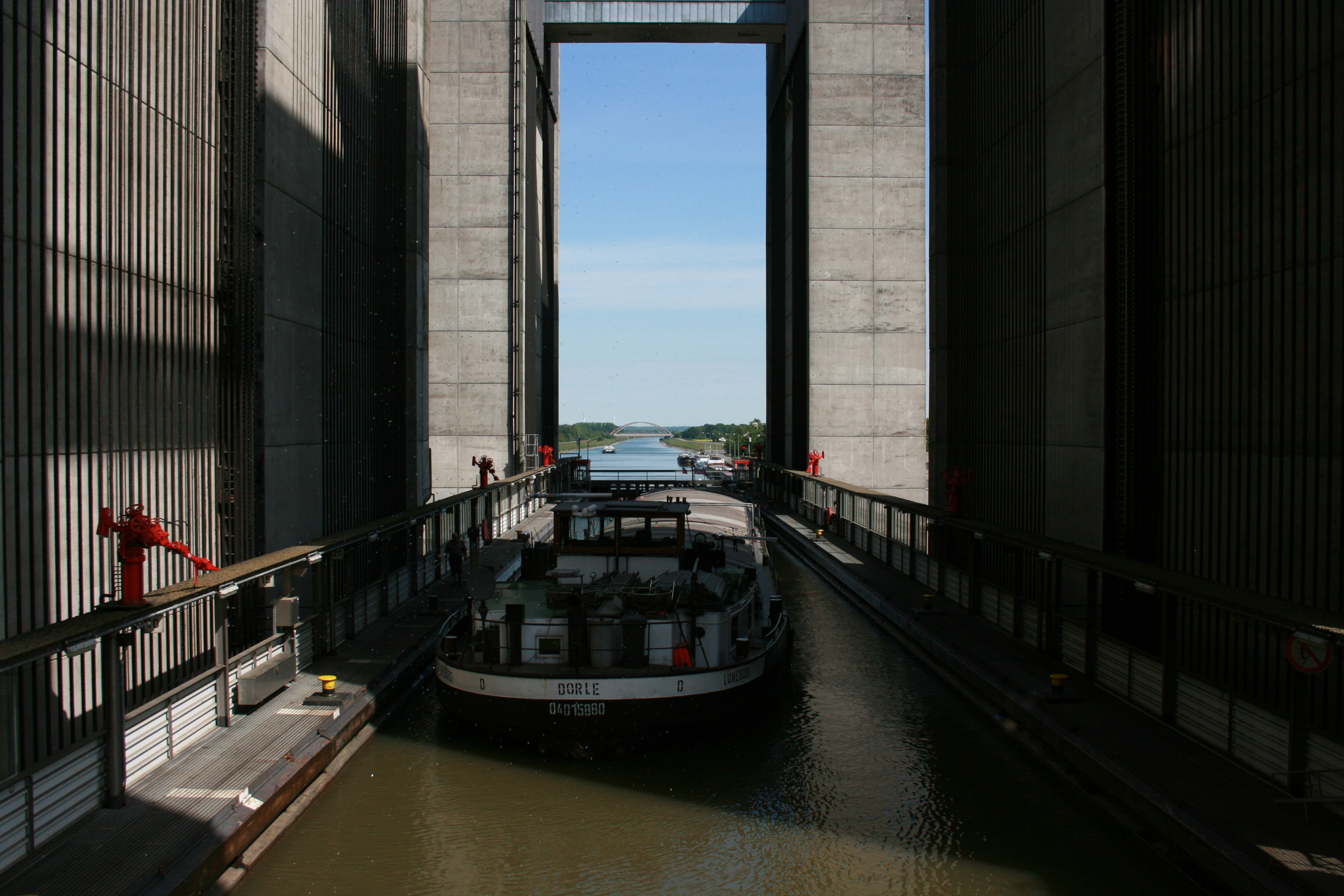
السفينة Dorle في الحوض أثناء الهبوط
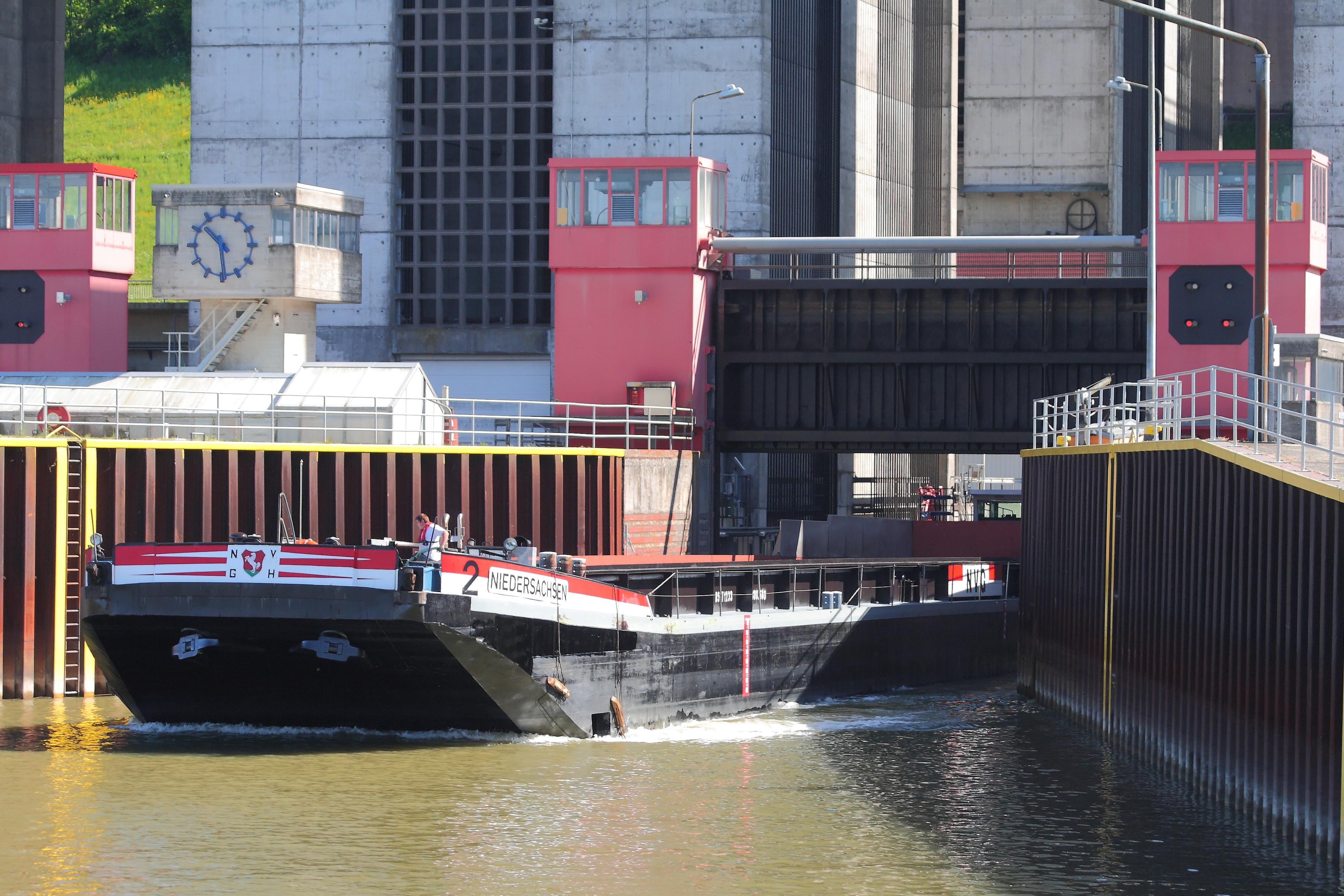
السفينة نيدرساكسن
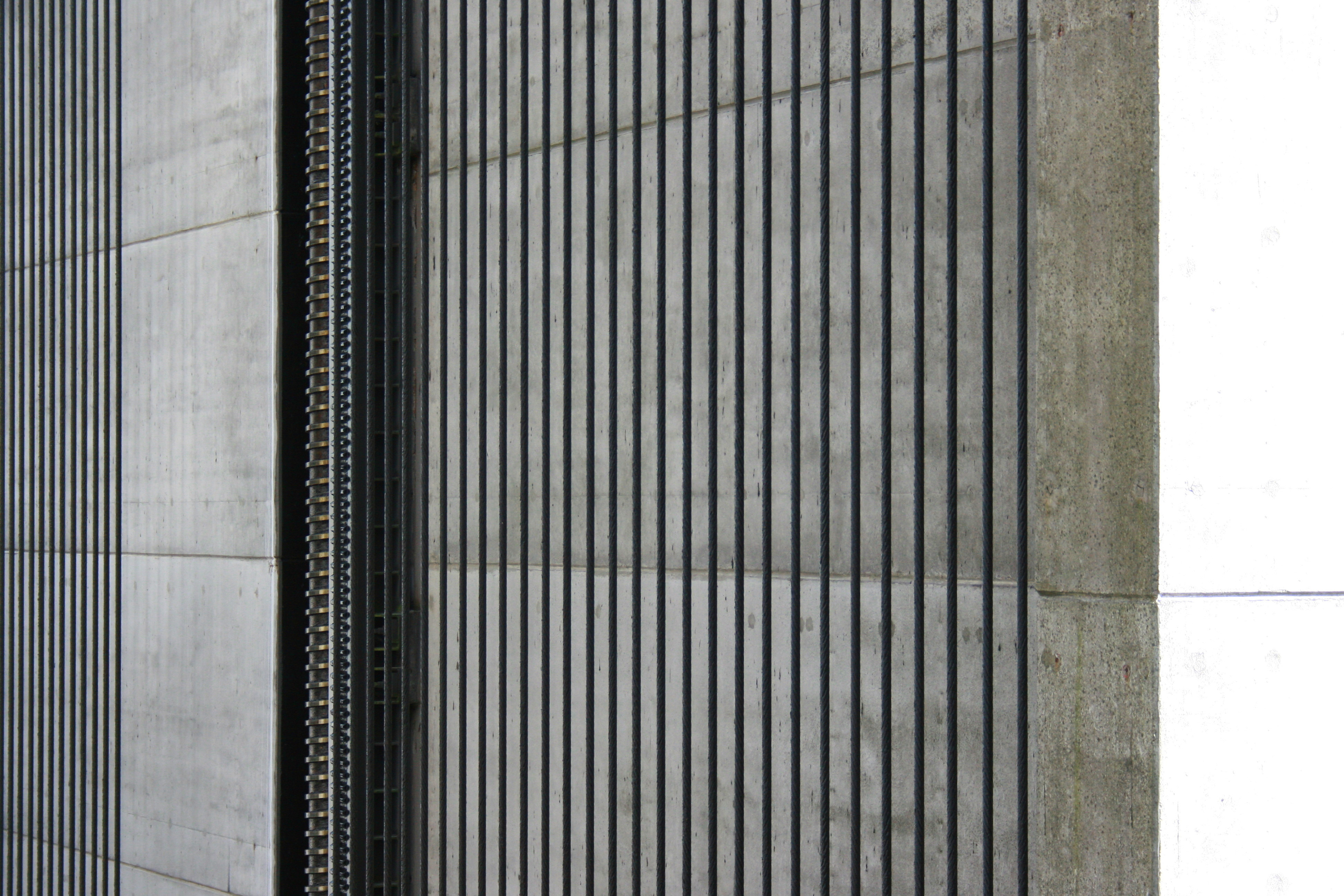
القلاووظ وكابلات تحمل الوزن المعادل
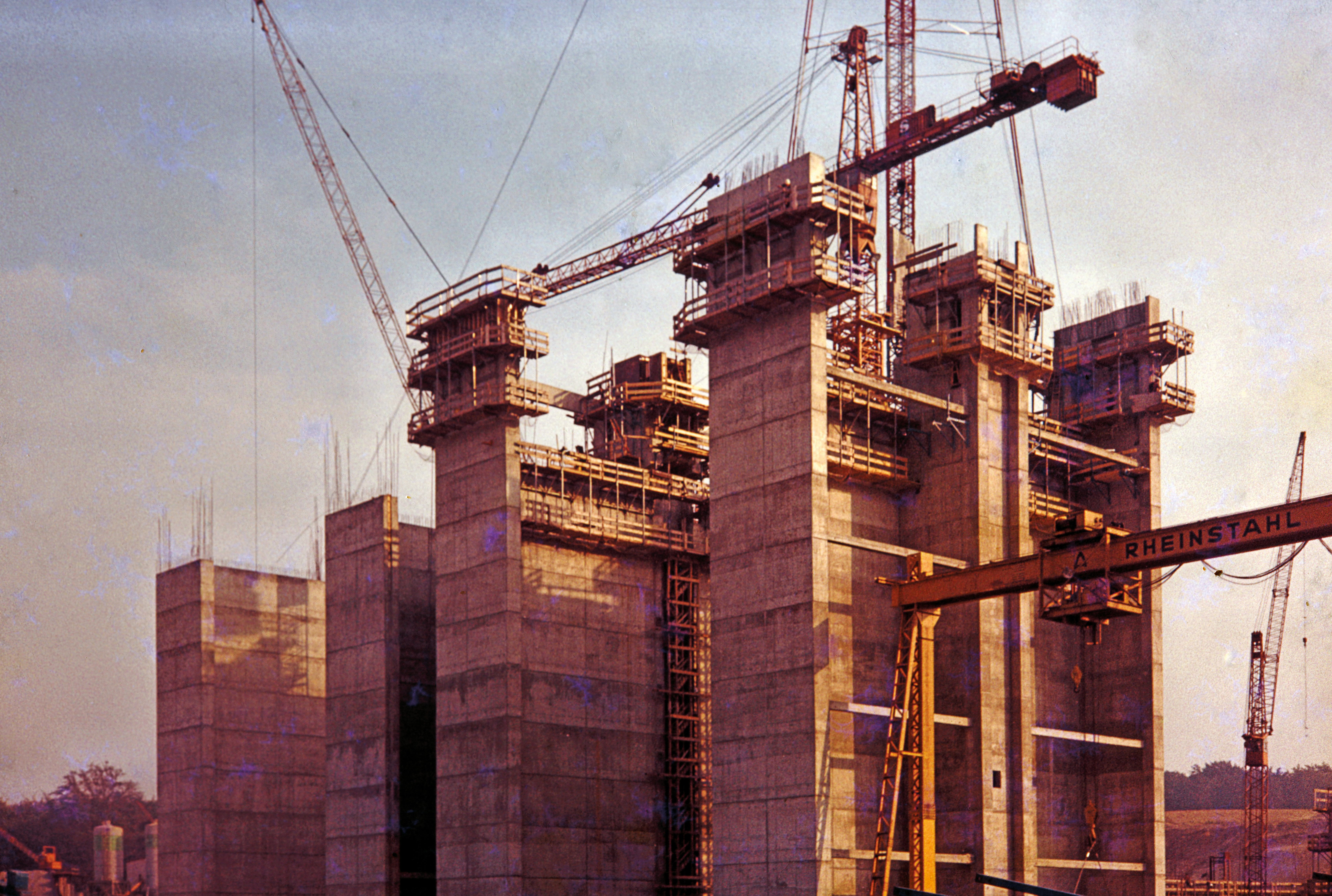
أثناء البناء في عام 1971
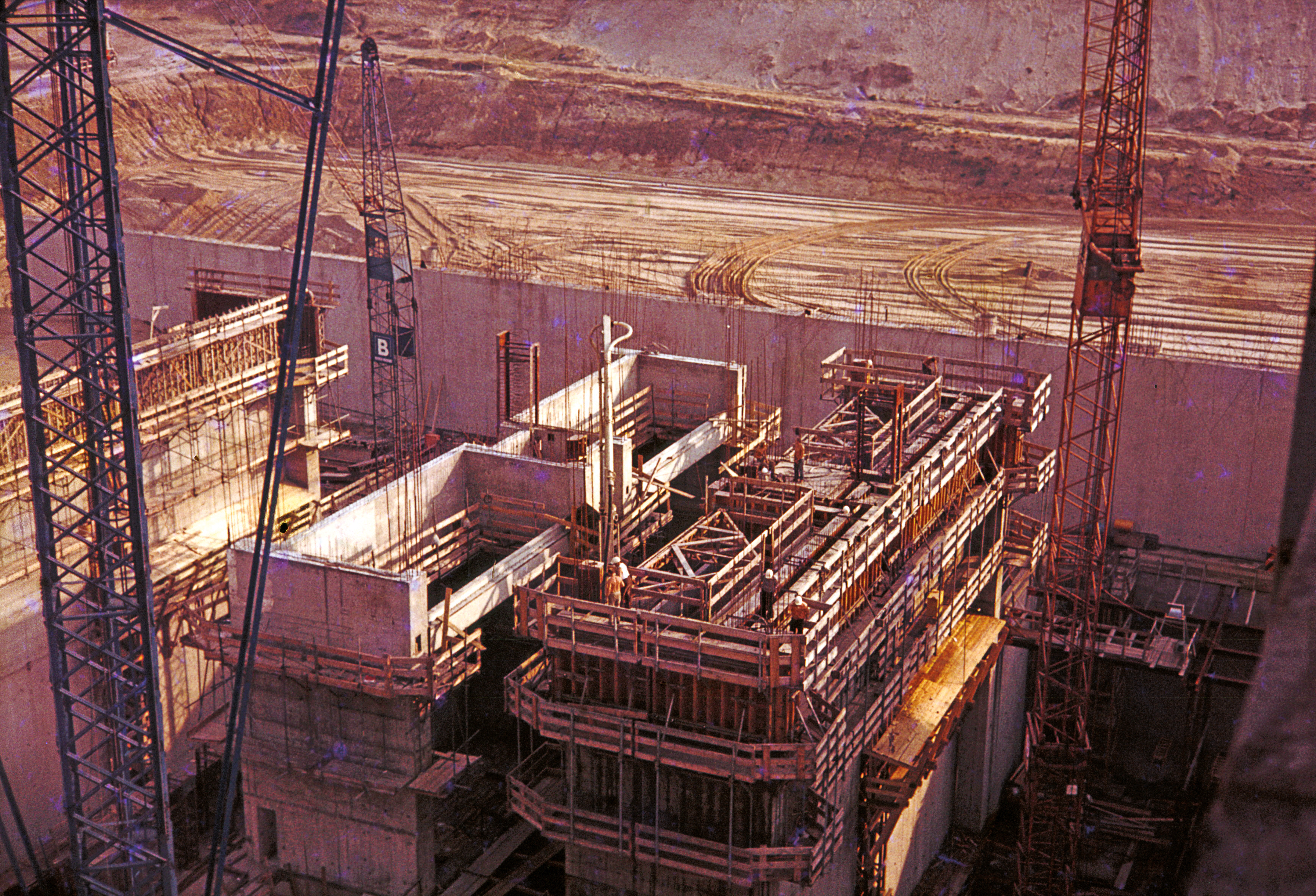
أثناء البناء في سبتمبر 1971
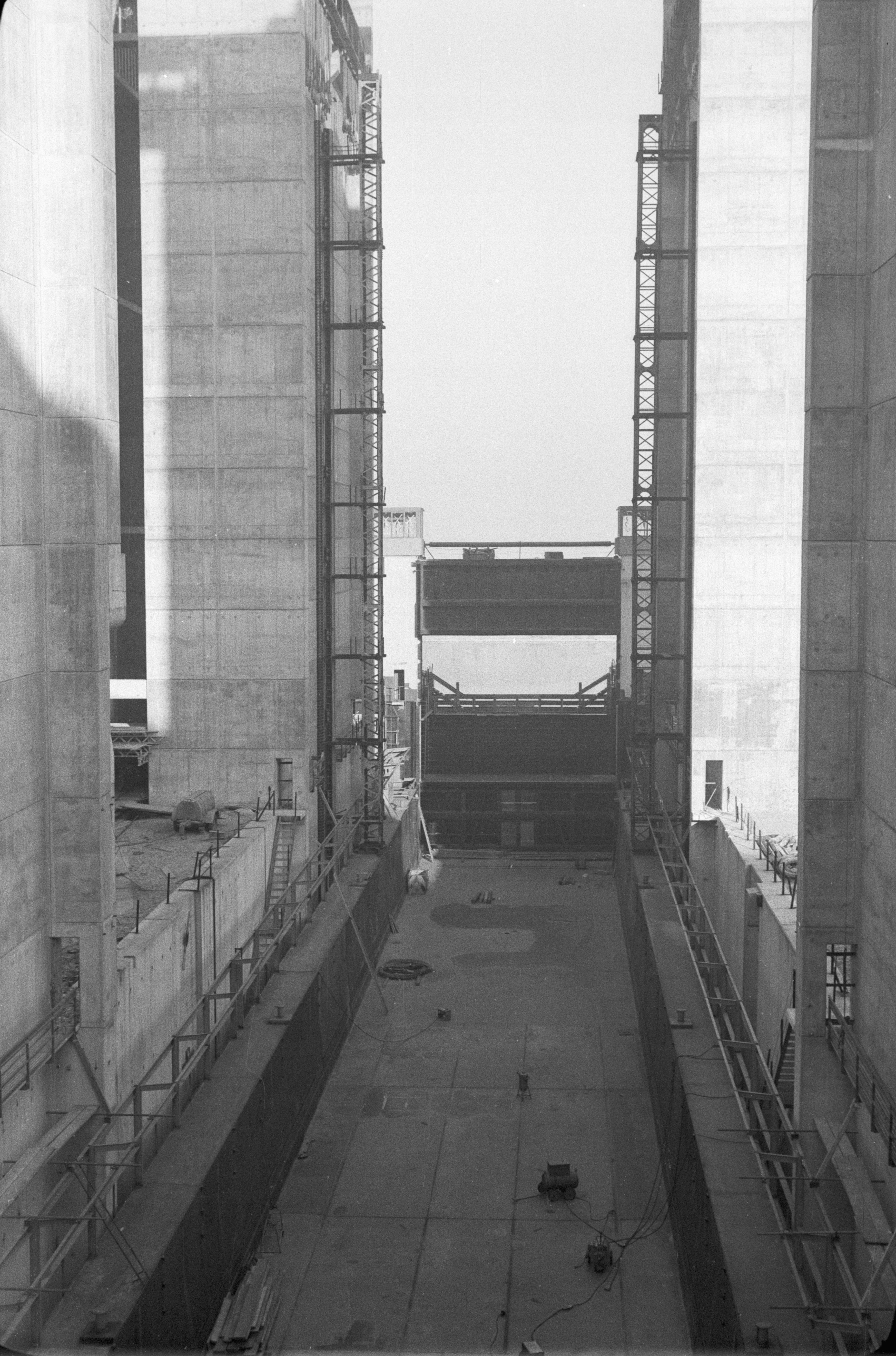
أثناء البناء في عام 1973 ، أحد الحوضين
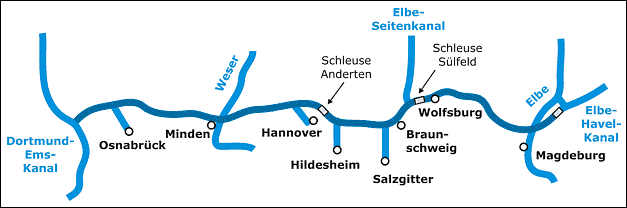
القناه الوسطية في ألمانيا ؛ موقع الهويس على فرع Elbe-Seitenkanal

## وصلات خارجية
- Schiffshebewerk Lüneburg in Scharnebeck: Beschreibung, Technische Daten und Bilder
- Zuständiges Wasser- und Schifffahrtsamt in Uelzen mit Informationen über das Hebewerk